# Andrew Flintoff
Andrew Flintoff, dit Freddie Flintoff, est un joueur de cricket international anglais né le 6 décembre 1977 à Preston dans le Lancashire. Il débute avec le Lancashire County Cricket Club en 1995. All-rounder, il est sélectionné pour la première fois en équipe d'Angleterre en Test cricket en 1998.
Ses performances lors des Ashes de 2005 lui valent le titre de joueur de l'année décerné par l'International Cricket Council et de sportif de l'année décerné par la BBC. Il est capitaine de sa sélection entre 2006 et 2007.

## Honneurs
- NBC Denis Compton Award en 1997[1].
- Un des cinq Wisden Cricketers of the Year de l'année 2004
- Sportif de l'année 2005 pour la BBC (BBC Sport Personality of the Year). Il est le quatrième joueur de cricket à recevoir cette distinction, après Jim Laker (1956), David Steele (1975) et Ian Botham (1981).